# Tokushima-præfekturet
Tokushima-præfekturet (徳島県 Tokushima-ken) er et præfektur i Japan.
Præfekturet ligger på den østligste del af den japanske ø Shikoku. Det har et areal på 4.145 km2
og et befolkningstal på 721.721 (2020) indbyggere. Hovedbyen er byen Tokushima.